# قصیر بخانس، قنا
قصیر بخانس (به عربی: قصير بخانس)، روستایی از توابع شهرستان ابو تشت در استان قنا و کشور مصر است.

## جمعیت
براساس سرشماری سال ۲۰۰۶ مصر، جمعیت آن ۹۱۹۳ نفر(۴۵۸۳ مرد و ۴۶۱۰ زن) بوده‌است.